# Elizabeth du Gué Trapier
Elizabeth du Gué Trapier (ur. 5 kwietnia 1893 w Waszyngtonie, zm. 15 października 1974 w Hightstown) – amerykańska historyczka i kuratorka sztuki. Specjalizowała się w dziedzinie sztuki hiszpańskiej.
Przez większość swojej kariery pracowała w Hispanic Society of America. Jako kuratorka malarstwa stworzyła wiele opracowań na temat historii sztuki hiszpańskiej, wydała artykuły, katalogi i opracowania dotyczące twórczości Francisca Goi, El Greca, Juana de Valdésa Leala, Jusepe de Ribery i innych hiszpańskich artystów.
Otrzymała hiszpański Order Zasługi Cywilnej w 1968 roku oraz Medal Sorolla przyznawany przez Hispanic Society of America i Medal Mitre.

## Publikacje
- El Greco (1925)
- Catalogue of Paintings (16th, 17th, and 18th Centuries) in the collection of the Hispanic Society of America. With Eighty-Six Illustrations (1929)
- Velázquez (1948)
- Ribera in the Collection (1952)
- Luis de Morales and Leonardesque influences in Spain (1953)
- Valdés Leal, baroque concept of death and suffering in his paintings (1956)
- El Greco: early years at Toledo, 1576-1586 (1958)
- Valdes Leal: Spanish Baroque Painter (1960)
- Goya and his sitters; a study of his style as a portraitist (1964)